# Golynki
Golynki (in russo Голынки?) è un insediamento di tipo urbano dell'oblast' di Smolensk, in Russia; è situato nel distretto Rudnjanskij.
Si trova a ovest di Smolensk.